# Lincoln MKR
O MKR é um protótipo de coupé de quatro portas apresentado pela Lincoln.